# Palais Erdődy-Hatvany

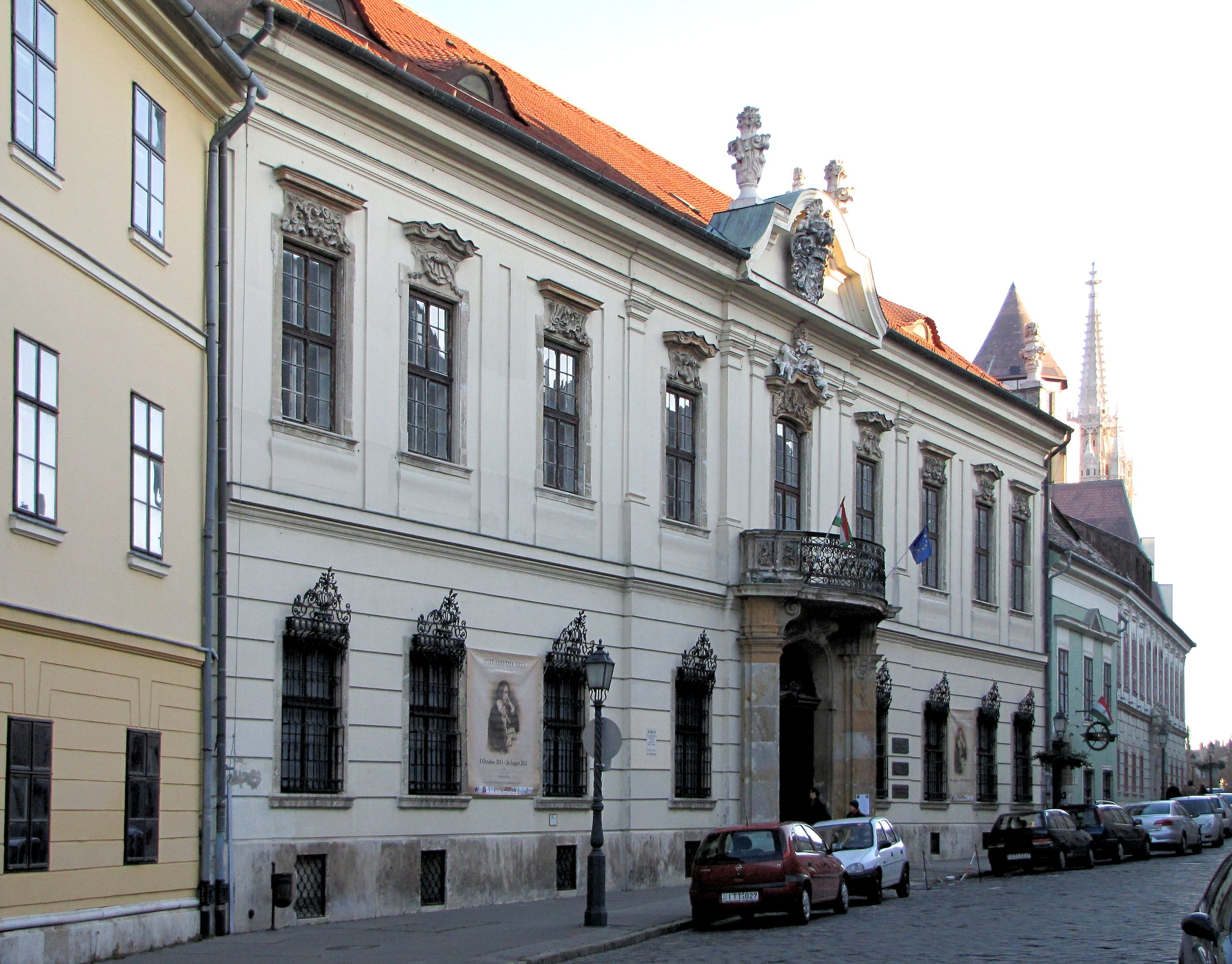
Das Palais Erdődy in Budapest

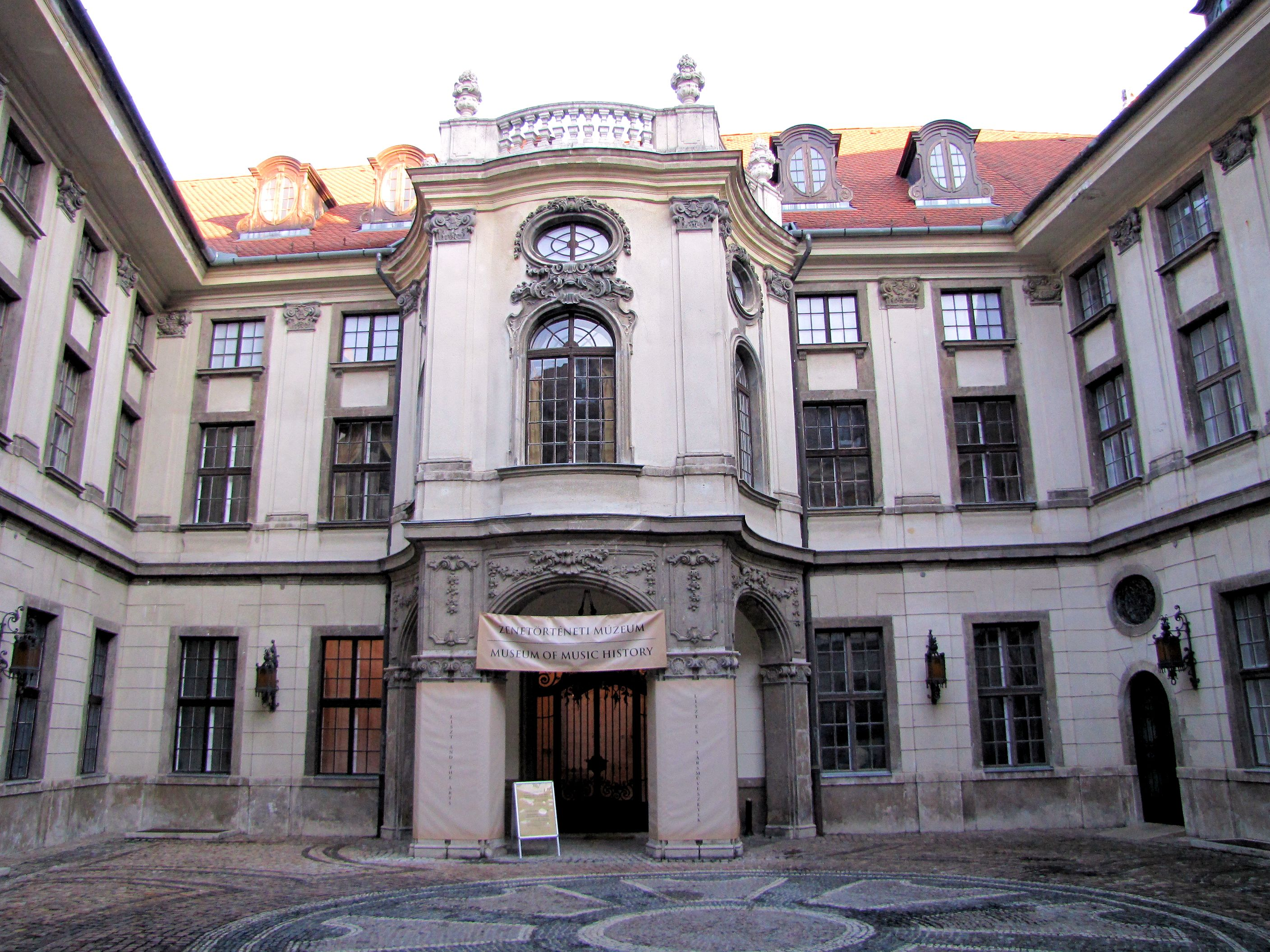
Innenhof vom Palais

Das Palais Erdődy-Hatvany (ungarisch Erdődy-Hatvany palota), auch bekannt als Palais Erdődy, ist ein Stadtpalais und befindet sich im Burgviertel von Budapest. Die Adresse ist Táncsics Mihály utca 7.

## Geschichte
Es wurde in den Jahren 1750–1769 für Graf György Erdődy im Barock errichtet. Später wurde es Eigentum der Familie Hatvany. Bei der Schlacht um Budapest wurde es im Jahre 1944 beschädigt und in den 1980er Jahren wieder hergestellt. Heute befindet sich im Palais das Musikinstitut der Ungarischen Akademie der Wissenschaften, das Béla-Bartók-Archiv, das Archiv für ungarische Musik des 20. und 21. Jahrhunderts, die Abteilung für ungarische Musikgeschichte, die Forschungsabteilung und das Archiv für Volksmusik und Volkstanz, die Abteilung zur Geschichte der Alten Musik, das musikgeschichtliche Museum sowie die musikwissenschaftliche Fachbibliothek.

## Architektur
Das Gebäude hat einen rechteckigen Grundriss um einen gepflasterten Innenhof. Es ist drei Stockwerke hoch. Über dem Haupteingang befindet sich das in Stein gemeißelte Familienwappen. Die Seite zum Fluss bietet einen Panoramablick über den Pester Stadtteil.